# Савант (сериал)
«Савант» (англ. The Savant) — будущий американский телесериал в жанре драматического триллера с Джессикой Честейн в главной роли. Премьера состоится на платформе Apple TV+.

## Сюжет
Сюжет сериала вдохновлён реальной историей описанной в статье «Можно ли остановить массовую стрельбу до того, как она произойдет?», опубликованной в Cosmopolitan в августе 2019 года, о женщине, известной как «Савант», которая внедряется в онлайн-группы хейтеров, чтобы предотвратить масштабные публичные нападения.

## В ролях
- Джессика Честейн — «Савант»
- Ннамди Асомуга
- Джеймс Бэдж Дейл
- Коул Доман
- Майкл Мосли
- Дагмара Доминчик
- Джордана Спиро

## Производство
Сценарий сериала написан Мелиссой Джеймс Гибсон, которая также станет шоураннером и исполнительным продюсером. Режиссёром выступает Мэттью Хайнеман, а продюсерами — компании Fifth Season и Anonymous Content. Келли Кармайкл из Freckle Films также выступает исполнительным продюсером вместе с Джессикой Честейн. Джессика Джайлс, главный редактор журнала Cosmopolitan, и Брайан Мэдден, старший вице-президент по развитию Hearst Magazines, займутся продюсированием. Андреа Стэнли, автор оригинальной статьи для журнала Cosmopolitan, станет консультантом сериала.
В марте 2023 года Джессика Честейн получила роль в восьмисерийном сериале «Савант» для Apple TV+. Честейн сказала, что ее роль призвана защитить анонимность реальной героини, потому что «я бы не хотела выглядеть и вести себя точно так же, как она, потому что я хочу сохранить её личность в тайне». В феврале 2024 года к актёрскому составу присоединился Ннамди Асомугха, позднее Джеймс Бэйдж Дэйл получил роль в сериале. Дополнительный кастинг был объявлен в марте.
Съёмки были запланированы на сентябрь 2023 года в Нью-Йорке, но начались только в апреле 2024 года.
Премьера сериала запланирована на Apple TV+ 26 сентября 2025 года.